# Євангеліє від Никодима
Єва́нгеліє від Никоди́ма — пізнє апокрифічне євангеліє, написане в IV столітті. Авторство приписується Никодимові, який склав його єврейською. Найдавніші зразки написані грецькою мовою. Існують численні переклади латиною. Складається з 3 частин, які судячи зі стилю, ймовірно, були упорядковані різними авторами: глави 1—11 описують суд Понтія Пілата над Ісусом Христом; глави 12—16 присвячені Воскресінню Христовому; додаткові глави (відсутні у грецькій версії) подають легенду про сходження Ісуса до пекла, його руйнування і звільнення усіх душ. Текст позбавлений гностичних ідей інших апокрифічних євангелій. Містить одну з перших згадок про святу Вероніку. Орієнтоване на читачів-християн. Не згадується в коментаторській літературі до 376 року. Було популярним в середньовіччі, хоча не визнавалося Церквою за канонічне. Інша назва — Дія́ння Піла́та (грец. Πράξεις Πιλάτου, лат. Acta Pilati).